# Flaciteo
Flaccitheus (? - 475) fue el fundador del Reino de los Rugios.

## Biografía
Se sabe poco sobre Flaccitheus, pero se le menciona en la obra Vita Sancti Severini de Eugipio. Después de la Batalla de Nedao en el año 454, los Rugios se establecieron en la orilla norte del Danubio. Durante la posterior ruptura del orden romamo durante la caída de Roma en Noricum, los Rugios explotaron la situación para consolidar su poder. Para el 467, Flaccitheus había establecido el Reino de los Rugios. Tuvo frecuentes conflictos con los Ostrogodos y, aunque era un cristiano arriano, era un estrecho confidente de Severino de Noricum. Falleció alrededor del año 475, y fue sucedido por su hijo Feletheus.